# Tolidopalpus nitidicoma
Tolidopalpus nitidicoma là một loài bọ cánh cứng trong họ Mordellidae. Loài này được Lea miêu tả khoa học năm 1929. Loài này werd oorsponkelijk beschreven als Mordellistena nitidicoma. Door Lu is Loài này in 2009 opnieuw beschreven en ingedeeld in het geslacht Tolidopalpus.

## Voorkomen
Loài này có ở Úc và Nieuw-Zeeland.